# イージーゴア
イージーゴア (Easy Goer) とはアメリカ合衆国の競走馬、および種牡馬である。サンデーサイレンスの現役時代のライバルとして知られる。良血、近親や兄弟に活躍馬多数など、サンデーサイレンスとは正反対のバックボーンの持ち主で、高い期待に応え活躍した。「イージーゴーア（ー）」と訳されることもある。

## 戦績

### 2歳・3歳時代
2歳の夏にデビュー。デビュー戦は2着に敗れるが、その後4連勝。迎えたブリーダーズカップ・ジュヴェナイルでは単勝1.3倍の圧倒的1番人気に支持され、「セクレタリアトの再来」とまで言われる高評価を得ていたが、スタートで後手を踏んだことが影響してか、以前に負かしていたイズイットトゥルーの2着に敗れる。強烈な追い込みに見られるように実力は相当なものであったが、この出遅れ癖は、後々まで本馬の競走成績に影響を与えることとなる。
明けて3歳、3連勝をいずれも楽勝でケンタッキーダービーに臨み、やはり1番人気に支持される。しかしここで立ちはだかったのが、終生のライバルとなるサンデーサイレンスだった。初めての顔合わせでは2馬身半差の2着に敗れた。続いてプリークネスステークスでも最後の直線コースで激しい叩き合いを演じるが、サンデーサイレンスの前に再びハナ差で敗れた。だが三冠最後のベルモントステークスでは、道中2番手を進むサンデーサイレンスをマークする形で3番手につけ、4コーナーから直線にかけて先頭に立つと差を広げ8馬身差でサンデーに勝利した。このベルモントステークスではイージーゴアがそれまでの後方待機策から一転、逃げて勝ったと評されることもあるが、実際には逃げて勝ったわけではない。その後4連勝して、ブリーダーズカップ・クラシックで4度目のサンデーサイレンスとの対戦となる。イージーゴアは三度1番人気に支持されるが、結果はサンデーサイレンスにクビ差敗れ、エクリプス賞年度代表馬の座もサンデーサイレンスに譲ることとなった。

### 古馬時代
4歳は3戦2勝。メトロポリタンハンデキャップでは生涯唯一、連対を逃している。このときの優勝馬クリミナルタイプは次走でサンデーサイレンスを破っている。その後脚部不安の発症により引退した。また、ほぼ同じ時期にライバルであるサンデーサイレンスも脚部を痛めて引退している。

### 成績詳細
| 出走日     | 競馬場                 | 競走名               | 格   | 距離  | 着順 | 騎手   | 着差      | 1着（2着）馬        |
| ---------- | ---------------------- | -------------------- | ---- | ----- | ---- | ------ | --------- | ------------------- |
| 1988.08.01 | ベルモントパーク       | 未勝利               |      | D6f   | 2着  | P.デイ | ハナ      | Lorenzoni           |
| 1988.08.19 | サラトガ               | 未勝利               |      | D7f   | 1着  | P.デイ | 2 1/2馬身 | （Is It True）      |
| 1988.09.09 | ベルモントパーク       | 一般競走             |      | D6.5f | 1着  | P.デイ | 5 1/2馬身 | （Winners Laugh）   |
| 1988.10.01 | ベルモントパーク       | カウディンS          | G1   | D7f   | 1着  | P.デイ | 3馬身     | （Winners Laugh）   |
| 1988.10.15 | ベルモントパーク       | シャンペンS          | G1   | D8f   | 1着  | P.デイ | 4馬身     | （Is It True）      |
| 1988.11.05 | チャーチルダウンズ     | BCジュヴェナイル     | G1   | D8.5f | 2着  | P.デイ | 1 1/4馬身 | Is It True          |
| 1989.03.04 | ガルフストリームパーク | スウェールS          | 準重 | D7f   | 1着  | P.デイ | 8 3/4馬身 | （Trion）           |
| 1989.04.08 | アケダクト             | ゴーサムS            | G2   | D8f   | 1着  | P.デイ | 13馬身    | （Diamond Donnie）  |
| 1989.04.22 | アケダクト             | ウッドメモリアルS    | G2   | D9f   | 1着  | P.デイ | 3馬身     | （Rock Point）      |
| 1989.05.06 | チャーチルダウンズ     | ケンタッキーダービー | G1   | D10f  | 2着  | P.デイ | 2 1/2馬身 | Sunday Silence      |
| 1989.05.20 | ピムリコ               | プリークネスS        | G1   | D9.5f | 2着  | P.デイ | ハナ      | Sunday Silence      |
| 1989.06.10 | ベルモントパーク       | ベルモントS          | G1   | D12f  | 1着  | P.デイ | 8馬身     | （Sunday Silence）  |
| 1989.08.05 | サラトガ               | ホイットニーH        | G1   | D9f   | 1着  | P.デイ | 4 1/2馬身 | （Forever Silver）  |
| 1989.08.19 | サラトガ               | トラヴァーズS        | G1   | D10f  | 1着  | P.デイ | 3馬身     | （Clever Trevor）   |
| 1989.09.16 | ベルモントパーク       | ウッドウォードH      | G1   | D10f  | 1着  | P.デイ | 2馬身     | （Its Acedemic）    |
| 1989.10.07 | ベルモントパーク       | ジョッキークラブ金杯 | G1   | D12f  | 1着  | P.デイ | 4馬身     | （Cryptoclearance） |
| 1989.11.04 | ガルフストリームパーク | BCクラシック         | G1   | D10f  | 2着  | P.デイ | クビ      | Sunday Silence      |
| 1990.05.16 | ベルモントパーク       | ゴールドステージS    |      | D7f   | 1着  | P.デイ | 7 1/2馬身 | （Hadif）           |
| 1990.05.28 | ベルモントパーク       | メトロポリタンH      | G1   | D8f   | 3着  | P.デイ | 1 3/4馬身 | Criminal Type       |
| 1990.07.07 | ベルモントパーク       | サバーバンH          | G1   | D10f  | 1着  | P.デイ | 3 3/4馬身 | （De Roche）        |

## 種牡馬時代
サンデーサイレンスが血統的魅力の不足から吉田善哉に購入されて日本へ輸入されたのに対し、イージーゴアはアメリカで巨額のシンジケートを組まれて種牡馬入りした。ところが1994年5月、供用先のクレイボーンファームで種付け後に心臓麻痺を発症して死亡。4年で136頭の産駒を残すだけに終わった。死後に行われた解剖の結果、心臓麻痺は不確定のアレルゲン物質を原因としたアナフィラキシーショックだったこと、複数の臓器に悪性腫瘍が生じていたことが判明している。ただ、解剖を行ったケンタッキー大学の獣医病理学者によると、腫瘍の進行速度そのものは遅く、恐らく致命的なレベルに達するまでは相当な長時間が必要だっただろうとしている。
主な産駒にMy Flag（マイフラッグ、CCAオークスなど）、Will's Way（ウィルズウェイ、トラヴァーズステークス）などがいる。
イージーゴアの数少ない後継種牡馬のうち、ウィルズウェイがシガーマイル優勝のライオンターマーを出したが、それ以外ではこれといった活躍馬を出せず、ライオンターマーも種牡馬としては完全に失敗に終わっており、イージーゴアの血統は父系では滅亡している。My Flag（母はブリーダーズカップ・ディスタフなど13戦全勝のパーソナルエンスン）は、母としてブリーダーズカップ・ジュヴェナイルフィリーズを勝ったStorm Flag Flying（ストームフラッグフライング）を産んでいる。

## 評価

### 主な勝鞍
- 1988年 - シャンペンステークス
- 1989年 - ベルモントステークス、トラヴァーズステークス、ジョッキークラブゴールドカップ、ウッドメモリアルステークス、ホイットニーハンデキャップ、ゴッサムステークス
- 1990年 - サバーバンハンデキャップ

### エクリプス賞
- 1988年 - 最優秀2歳牡馬部門受賞

### 表彰
- 1997年 - アメリカ競馬名誉の殿堂博物館に殿堂馬として選定される。
- 1999年 - ブラッド・ホース誌の選ぶ20世紀のアメリカ名馬100選において、第34位に選ばれる。

## 血統表
| イージーゴア（Easy Goer）の血統（レイズアネイティヴ系／Bull Lea5×5=6.25%（父内） La Troienne5×5=6.25%（母内）） | イージーゴア（Easy Goer）の血統（レイズアネイティヴ系／Bull Lea5×5=6.25%（父内） La Troienne5×5=6.25%（母内）） | イージーゴア（Easy Goer）の血統（レイズアネイティヴ系／Bull Lea5×5=6.25%（父内） La Troienne5×5=6.25%（母内）） | （血統表の出典）        | （血統表の出典） |
| 父 Alydar 1975 栗毛                                                                                             | 父の父Raise a Native 1961 栗毛                                                                                  | Native Dancer                                                                                                   | Polynesian              | Polynesian       |
| 父 Alydar 1975 栗毛                                                                                             | 父の父Raise a Native 1961 栗毛                                                                                  | Native Dancer                                                                                                   | Geisha                  |                  |
| 父 Alydar 1975 栗毛                                                                                             | 父の父Raise a Native 1961 栗毛                                                                                  | Raise You | Case Ace                | Case Ace         |
| 父 Alydar 1975 栗毛                                                                                             | 父の父Raise a Native 1961 栗毛                                                                                  | Raise You | Lady Glory              |                  |
| 父 Alydar 1975 栗毛                                                                                             | 父の母Sweet Tooth 1965 鹿毛                                                                                     | On-and-On | Nasrullah               | Nasrullah        |
| 父 Alydar 1975 栗毛                                                                                             | 父の母Sweet Tooth 1965 鹿毛                                                                                     | On-and-On | Two Lea                 |                  |
| 父 Alydar 1975 栗毛                                                                                             | 父の母Sweet Tooth 1965 鹿毛                                                                                     | Plum Cake | Ponder                  | Ponder           |
| 父 Alydar 1975 栗毛                                                                                             | 父の母Sweet Tooth 1965 鹿毛                                                                                     | Plum Cake | Real Delight            |                  |
| 母 Relaxing 1976 鹿毛                                                                                           | 母の父Buckpasser 1963 鹿毛                                                                                      | Tom Fool | Menow                   | Menow            |
| 母 Relaxing 1976 鹿毛                                                                                           | 母の父Buckpasser 1963 鹿毛                                                                                      | Tom Fool | Gaga                    |                  |
| 母 Relaxing 1976 鹿毛                                                                                           | 母の父Buckpasser 1963 鹿毛                                                                                      | Busanda | War Admiral             | War Admiral      |
| 母 Relaxing 1976 鹿毛                                                                                           | 母の父Buckpasser 1963 鹿毛                                                                                      | Busanda | Businesslike            |                  |
| 母 Relaxing 1976 鹿毛                                                                                           | 母の母Marking Time 1963 栗毛                                                                                    | To Market | Market Wise             | Market Wise      |
| 母 Relaxing 1976 鹿毛                                                                                           | 母の母Marking Time 1963 栗毛                                                                                    | To Market | Pretty Does             |                  |
| 母 Relaxing 1976 鹿毛                                                                                           | 母の母Marking Time 1963 栗毛                                                                                    | Allemande | Counterpoint            | Counterpoint     |
| 母 Relaxing 1976 鹿毛                                                                                           | 母の母Marking Time 1963 栗毛                                                                                    | Allemande | Big Hurry F-No.1-s(1-x) |                  |

牝系はLa Troienneに繋がる名牝系で、母 Relaxingはラフィアンハンデキャップ・デラウェアハンデキャップのG1を2勝した活躍馬。繁殖牝馬としても優秀でイージーゴア以外にもバレリーナステークス勝ちの Cadillacing ・ ゴーフォーワンドステークス勝ちのEasy Nowを送り出している。祖母 Marking Time もエイコーンステークスの勝ち馬。